# Emanuel Giani-Ruset
Emanuel Giani-Ruset (rum. Emanuel Giani-Ruset; zm. 1789) – hospodar Wołoszczyzny, w latach 1770–1771, i Mołdawii, w latach 1788–1789.
Spokrewniony z rodem Ghica pochodził z fanariockiej rodziny Rosetti. Został mianowany hospodarem mołdawskim przez Wysoką Portę podczas wojny rosyjsko-tureckiej, jednak stracił go szybko wskutek postępów Rosjan, którzy opanowali Mołdawię.